# タービダイト

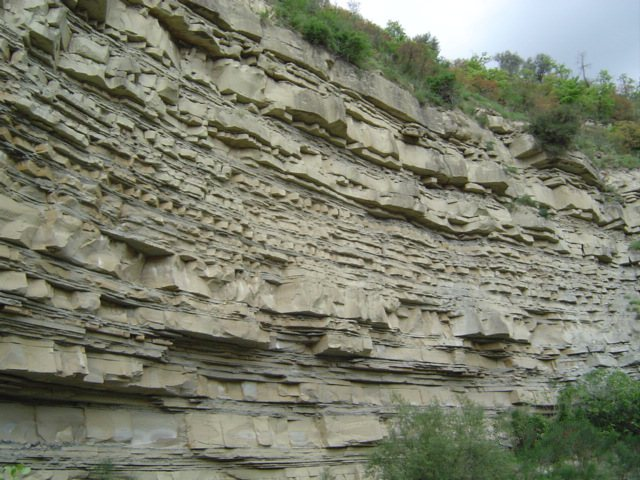
ゴルゴリオーネ（南イタリア）にある中新世のタービダイト層

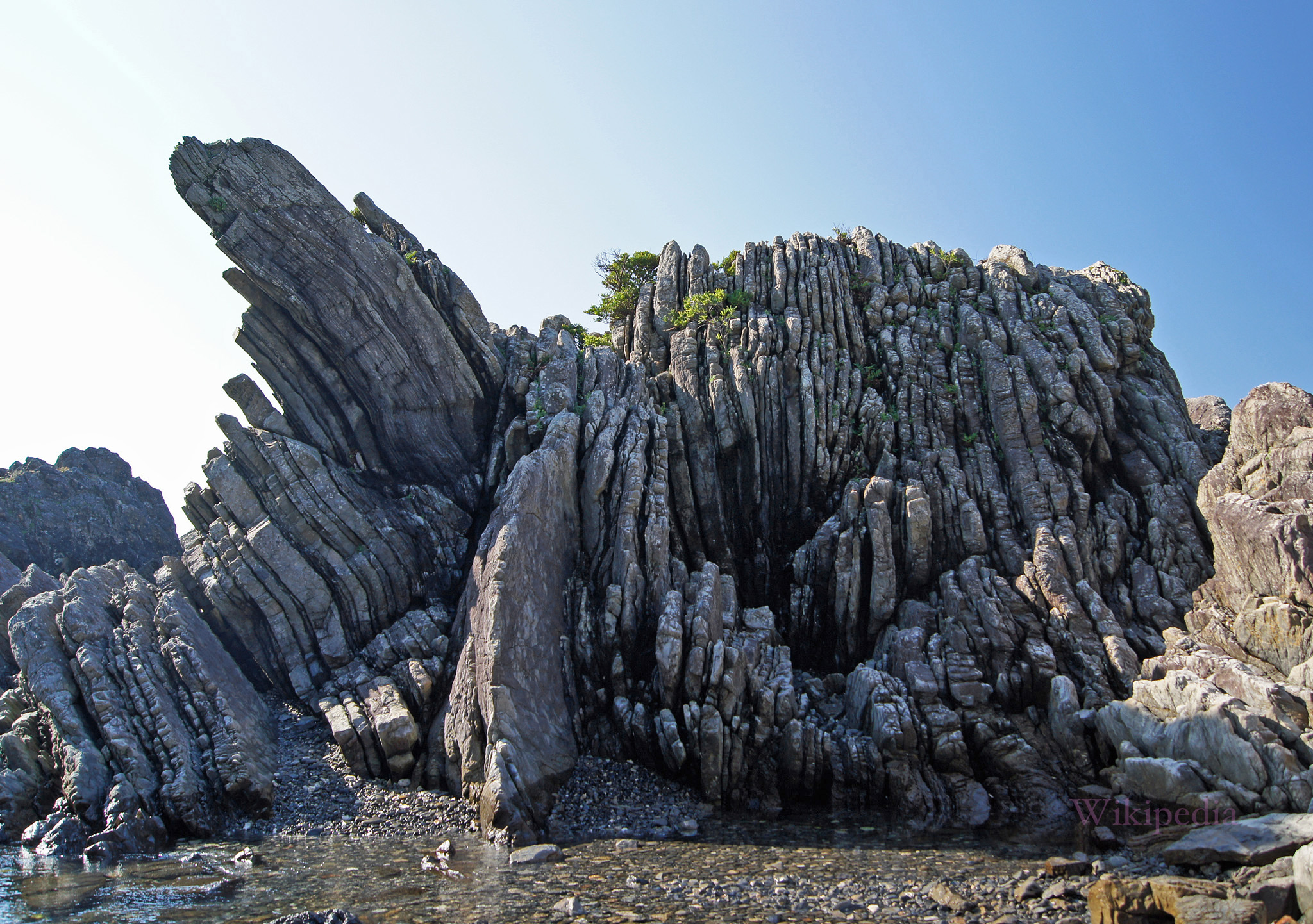
高知県室戸岬のタービダイト層

タービダイト（英: turbidite）は、海底堆積物の一種で、混濁流（乱泥流、英: turbidity current）の堆積物を指す。級化層理やラミナが発達しており、繰り返し発生して堆積すると砂岩・泥岩互層となる。

## 概要
タービダイトは、級化層理やラミナが発達した堆積層である。タービダイトには、バウマ・シーケンスと呼ばれる特徴的な級化とラミナからなる堆積構造が見られることがある。また、底部では、侵食や底痕が見られることがある。
タービダイトの堆積過程は、例えば、混濁流が大陸棚斜面において発生し、その後大陸棚斜面にある海底谷を流れ下り、海底に到達し、最終的にその混濁流が堆積することが考えられる。そのようにして、タービダイトが深海底に繰り返し堆積すると、海底地形として海底扇状地が形成される。このような地形は、間欠的な混濁流の発生によるものであり、その間欠的な混濁流の堆積、すなわち砂泥互層によって海底扇状地が形成されていると言える。
混濁流の発生原因は、洪水（すなわち台風や豪雨など）、地震に伴う海底地すべり、津波、海底火山噴火などが考えられている。
タービダイトの堆積によって形成された海底扇状地において、砂層や砂岩層は炭化水素を多量に含む流体が存在することが知られる。南海トラフ周辺では、タービダイト砂層中に炭化水素の流体が低温、高圧条件下でメタンハイドレートとして蓄積されている。すなわち、タービダイト砂層はメタンハイドレートの貯留層として注目されている。また、そのような流体はブラジル沖や北海、メキシコ湾などの海底下に大量に存在し、世界的に有名な海底油田や海底ガス田を形成している。

## 利用した研究
タービダイトは、湖底や深海底に堆積し、それらは繰り返して生じる地震や災害イベントの発生履歴や発生サイクルを記録していると考えられ、盛んに研究されている。その場合、放射性炭素年代測定法などの年代測定法による発生履歴の検証が行われる。放射性炭素年代測定法を用いる場合、海洋リザーバー効果を考慮する必要がある。また、研究の歴史が浅く十分な知見が蓄積されていないため、堆積年代（例えば地震発生年代）の決定精度には多くの課題がある。
例えば、琵琶湖周辺で発生した歴史地震の推定震度とタービダイトとの関連性の研究例では、史料に記述される1449年山城・大和地震の不正確さが指摘されている。